# Pla de l'Estany
Pla de l'Estany là một comarca (hạt) ở Catalonia, Tây Ban Nha.

## Các đô thị
Dân số năm 2005.
- Banyoles - 16.938
- Camós - 673
- Cornellà del Terri - 2.017
- Crespià - 241
- Esponellà - 432
- Fontcoberta - 1.137
- Palol de Revardit - 425
- Porqueres - 4.060
- Sant Miquel de Campmajor - 197
- Serinyà - 998
- Vilademuls - 787